# Poggio Colla
Pour les articles homonymes, voir Colla.
Poggio Colla est un site archéologique étrusque situé près de la ville de Vicchio en Toscane, en Italie.

## Histoire
Le site de Poggio Colla préserve des couches d'habitation liées à la civilisation étrusque et semble avoir été habité par les Étrusques au moins dès le VIIe siècle av. J.-C. et a été abandonné ou détruit à la fin du IIIe siècle av. J.-C. Le site subit une violente destruction et est reconstruit à l'époque hellénistique.

## Fouilles
Les premières fouilles à Poggio Colla ont été dirigées par Francesco Nicosia de 1968 à 1972. De 1995 à 2012, le site a été fouillé chaque année par le projet archéologique de la vallée du Mugello (MVAP) sous la direction de Gregory Warden et Michael Thomas ; MVAP est parrainé par la Southern Methodist University et l'Université de Pennsylvanie. Les fouilles ont révélé des murs de fortification, une nécropole et les vestiges d'un bâtiment monumental (peut-être un temple).

## Recherche
Les restes fauniques récupérés à Poggio Colla contiennent principalement des restes de bovins, ovins, caprins et porcins, ainsi que des restes de chiens et d'espèces sauvages. L'importance relative des porcs augmente avec le temps; cette tendance est liée à l'intensification de la production de viande et à l'augmentation des populations urbaines. Des assemblages fauniques similaires ont été trouvés dans d'autres colonies étrusques.
Un olpe à glaçure noire rempli de cent victoriati romains en argent a été découvert en 2001 à l'extrémité ouest de l'acropole de Poggio Colla. L'importance de la découverte est qu'elle se trouve dans le contexte d'un sanctuaire et qu'elle a été enterrée après la destruction du sanctuaire à la fin du IIIe siècle av. J.-C..
L'utilisation d'une moulure arrondie à la base des tombes monumentales, des temples et des autels est la caractéristique de l'architecture étrusque entre le VIe et le IIe siècle avant notre ère dans différentes villes étrusques. Un grand nombre de ces moulages ont été découverts à Poggio Colla ; le grand rond simple ou double s'inscrit dans le schéma connu de l'architecture étrusque.
Un grand nombre de tuiles du toit de la structure monumentale de l'acropole de Poggio Colla et de l'atelier/ferme de Podere Funghi ont été découverts lors des fouilles en cours. Une étude géochimique a été réalisée pour tenter de caractériser la composition de la céramique, des tuiles et des sédiments locaux découverts sur le site de Poggio Colla. En utilisant des méthodes telles que les rayons X, la pétrographie, l'analyse thermogravimétrique, les observations macroscopiques, on constate que des tessons de poterie typiques et des fragments de carreaux sont constitués d'une abondance de quartz, de feldspath, d'une quantité mineure de mica, de lithique et de grog. Les compositions de carreaux et de poteries de Poggio Colla et de Podere Funghi sont similaires, mais les spécimens de roches et de sédiments différents, dont l'hypothèse selon laquelle une industrie céramique diversifiée coexistait à proximité de l'acropole de Poggio Colla.
Des études paléoethnobotaniques ont été menées à Poggio Colla pour identifier les plantes utilisées par les Étrusques ; cela pourrait fournir des informations sur le régime alimentaire étrusque et les plantes utilisées dans le tissage. Les échantillons de sol sont flottés pour obtenir des restes botaniques, qui comprennent des racines modernes, du charbon de bois, des graines entières et des fragments de graines. Les semences identifiées comprennent des céréales, principalement l'orge, le blé, les fèves, les pois chiches et les pépins de raisin.

## Découvertes
Cette fouille aboutit à deux découvertes archéologiques : une stèle de pierre « témoignage d'un culte religieux permanent avec des dédicaces monumentales, au moins dès l'Archaïque Récent, d'environ 525 à 480 av. J.-C. Sa réutilisation dans les fondations d'une structure postérieure du sanctuaire indique des changements profonds dans la ville et sa structure sociale ». La stèle pèse 226,8 kg et a environ 1,2 m de hauteur, avec environ 120 caractères étrusques sur les côtés, faisant de la stèle la source de l'une des plus longues inscriptions en langue étrusque, qui a échappé à la compréhension des érudits. L'inscription atteste qu'Uni est le principal destinataire du culte et du sacrifice sur le site sacré de Poggio Colla. L'archéologue en chef, Gregory Warden, a déclaré que « la dalle a été découverte incrustée dans les fondations d'un temple monumental où elle était enterrée depuis plus de 2 500 ans. À une certaine époque, elle aurait été un symbole d'autorité imposant et monumental ».
La deuxième découverte est une petite image d'une « femme parturiente », trouvée sur un tesson de poterie bucchero. L'image montre la tête et les épaules d'un bébé sortant de la mère, représentée avec son visage de profil, avec un bras levé. Les parallèles iconographiques étrusques les plus proches de l'artefact - les scènes trouvées sur les dalles en relief archaïques de Tarquinia illustrent une femme accroupie mais sans le bébé. D'autres scènes étrusques combinent la pose accroupie avec une gamme d'animaux, suggérant une association avec la "maîtresse des animaux". Une étude des quelques images connexes du pourtour méditerranéen établit non seulement la rareté des images d'accouchement dans le monde classique, mais aussi le caractère étrusque unique de l'imagerie du tesson. Lorsque son contexte, une strate d'occupation redéposée d'un habitat daté de la fin de la période orientalisante, est évalué en conjonction avec son iconographie, il devient possible de considérer l'imagerie comme faisant allusion aux concepts de fertilité et de reproduction liés au pouvoir de la nature et de la régénération ; tout cela aurait été approprié dans un contexte de banquet étrusque auquel assistaient des hommes et des femmes d'élite.